# Westhampton, Massachusetts
Westhampton är en kommun (town) i Hampshire County i Massachusetts. Vid 2010 års folkräkning hade Westhampton 1 607 invånare.